# Saint Mary (Antígua e Barbuda)
Saint Mary é uma paróquia de Antígua e Barbuda localizada na ilha de Antígua. Sua capital é a cidade de Bolands.